# Els Olivers del Romeral
Els Olivers del Romeral és un antic oliverar actualment abandonat del municipi de Castell de Mur, al Pallars Jussà, a l'antic terme de Mur, en terres del poble de Vilamolat de Mur. És a l'esquerra de la llau del Romeral, a ponent de Vilamolat de Mur. És al sud de Casa Ginebrell i de Torre Ginebrell, al nord-oest de la Sort de Nadal i al nord de la Vinya de Miret. Aquest antic oliverar pren el nom de la llau del Romeral, que discorre just a llevant seu.